# Oxalis adspersa
Oxalis adspersa là một loài thực vật có hoa trong họ Chua me đất. Loài này được Eckl. & Zeyh. mô tả khoa học đầu tiên năm 1835.